# Hemeroblemma ochrolinea
Hemeroblemma ochrolinea là một loài bướm đêm trong họ Erebidae.